# Hans Werner (Politiker)
Hans Werner (* 15. November 1912 in Unteraich, Gemeinde Guteneck; † 22. Februar 1989 ebenda) war ein deutscher Politiker (CSU).

## Werdegang
Werner wurde als Sohn von Bauersleuten geboren. Er besuchte die Volksschule in Weidenthal und von 1930 bis 1932 die Landwirtschaftsschule im Kloster Schweiklberg. Im Lehrbetrieb der Schule absolvierte er ein Praktikum. Weitere praktische Erfahrung sammelte er auf landwirtschaftlichen Großbetrieben in Niederbayern und Unterfranken. Zum 1. Mai 1937 trat er der NSDAP bei. Von 1935 bis 1948 war er in der Abteilung Tierzucht des Bayerischen Landwirtschaftsministeriums und bei den Tierzuchtämtern Mühldorf am Inn und Weiden/Opf. als Melklehrer und Landwirtschaftsinspektor tätig. Unterbrochen wurde seine Tätigkeit durch über fünfjährigen Kriegsdienst und Kriegsgefangenschaft. 1948 schied er aus dem Staatsdienst aus und wurde Leiter der Kreisgeschäftsstelle Nabburg des Bayerischen Bauernverbandes.
Politische Heimat war die CSU, der er 1946 beitrat. Er wurde zunächst Gemeinderat und Zweiter Bürgermeister von Guteneck sowie Mitglied des Kreistages und des Kreisausschusses im Landkreis Nabburg. Bei der Landtagswahl im November 1954 zog er in den Bayerischen Landtag ein, dem er bis November 1966 angehörte. Von 1960 bis zur Auflösung im Rahmen der Gebietsreform 1972 war er Landrat des Landkreises Nabburg. Anschließend war er weitere sechs Jahre Kreisrat und stellvertretender Landrat des Landkreises Schwandorf.

## Ehrungen
- 1964: Bayerischer Verdienstorden
- 1973: Verdienstkreuz 1. Klasse der Bundesrepublik Deutschland[2]
- 1975: Ehrenbürger der Stadt Nabburg
- 1982: Landkreisverdienstmedaille des Landkreises Schwandorf